# 専門学校ESPエンタテインメント大阪
専門学校ESPエンタテインメント大阪（せんもんがっこう イーエスピーエンタテインメントおおさか）は、大阪府大阪市北区にある学校法人イーエスピー学園が運営する専修学校。

## 沿革
- 2005年 開校
- 2007年 新校舎開館

## 設置コース

### 音楽アーティスト科
- ヴォーカルコース
- ヴォーカルパフォーマンスコース
- ダンスヴォーカルコース
- シンガーソングライターコース
- ギターヴォーカルコース
- ギターコース
- アドバンスギターコース
- ベースコース
- ドラムコース
- アーティスト＆クリエイターコース
- ＤＪクラブミュージックコース
- ミュージシャン＆スタッフコース
- ミュージシャン＆声優コース

### 声優芸能科
- 声優＆スタッフコース
- 声優アーティストコース
- タレントアクターコス
- ダンスパフォーマンスコース

### 音楽芸能スタッフ科
- レコーディング＆ＭＡコース
- ＰＡ＆レコーディングコース
- 照明＆ＰＡコース(2026年度よりコンサートスタッフ総合コースに変更)
- ＰＡコース
- 照明コース
- ローディーコース
- イベント制作コース
- アーティストスタッフコース

## 所在地
- 531-0072 大阪市北区豊崎3-21-9

最寄り駅は、JR大阪駅・各梅田駅、Osaka Metro中津駅。